# Walter Matthau-filmográfia

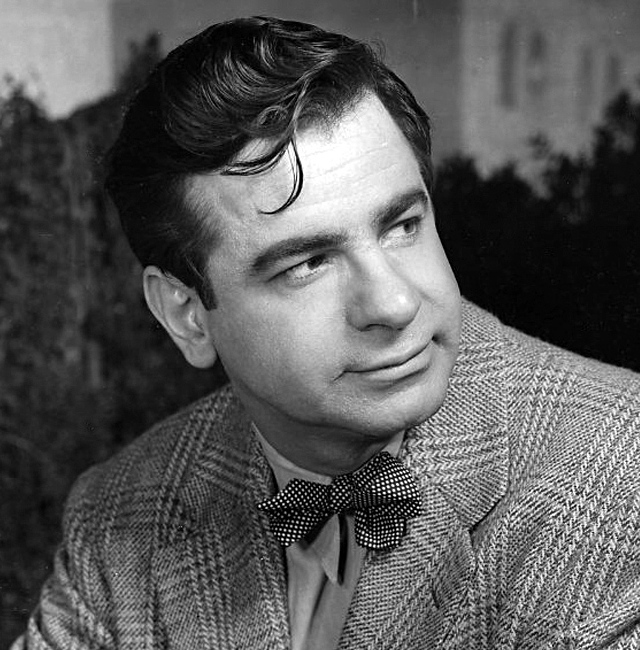
1952-ben

Walter Matthau Oscar- és Golden Globe-díjas amerikai színész.
Leginkább filmvígjátékokból, különösen színésztársával és barátjával, Jack Lemmonnal közös szerepléseiről ismert.
Leggyakoribb magyar hangjai Szilágyi Tibor, Kristóf Tibor és Velenczey István voltak.

## Filmográfia

### Film
Jack Lemmonnal közös szereplés
| Év   | Magyar cím                        | Eredeti cím                                 | Szerep                                  | Magyar hang                       | Rendező              | Ref.  |
| ---- | --------------------------------- | ------------------------------------------- | --------------------------------------- | --------------------------------- | -------------------- | ----- |
| 1955 | A kentucki vadász                 | The Kentuckian                              | Stan Bodine                             | Faragó András                     | Burt Lancaster       | [ 2 ] |
| 1955 | Az indián harcos                  | The Indian Fighter                          | Wes Todd                                | Gesztesi Károly                   | Andre DeToth         | [ 2 ] |
| 1955 | Az indián harcos                  | The Indian Fighter                          | Wes Todd                                | Uri István                        | Andre DeToth         | [ 2 ] |
| 1956 |                                   | Bigger Than Life                            | Wally Gibbs                             |                                   | Nicholas Ray         | [ 2 ] |
| 1957 | Egy arc a tömegben                | A Face in the Crowd                         | Mel Miller                              | Szersén Gyula                     | Elia Kazan           | [ 2 ] |
| 1957 |                                   | Slaughter on Tenth Avenue                   | Al Dahlke                               |                                   | Arnold Laven         | [ 2 ] |
| 1958 | Creole király                     | King Creole                                 | Maxie Fields                            | Szilágyi Tibor                    | Kertész Mihály       | [ 2 ] |
| 1958 |                                   | Voice in the Mirror                         | Dr. Leon Karnes                         |                                   | Harry Keller         | [ 2 ] |
| 1958 |                                   | Ride a Crooked Trail                        | Kyle bíró                               |                                   | Jesse Hibbs          | [ 2 ] |
| 1958 |                                   | Onionhead                                   | Red Wildoe                              |                                   | Norman Taurog        | [ 2 ] |
| 1959 |                                   | Gangster Story                              | Jack Martin                             |                                   | Walter Matthau       | [ 2 ] |
| 1960 |                                   | Strangers When We Meet                      | Felix Anders                            |                                   | Richard Quine        | [ 2 ] |
| 1962 | Az utolsó cowboy                  | Lonely Are the Brave                        | Morey Johnson seriff                    | Epres Attila                      | David Miller         | [ 2 ] |
| 1962 | Az utolsó cowboy                  | Lonely Are the Brave                        | Morey Johnson seriff                    | Várkonyi András                   | David Miller         | [ 2 ] |
| 1962 |                                   | Who's Got the Action?                       | Tony Gagouts                            |                                   | Daniel Mann          | [ 2 ] |
| 1963 | Amerikai fogócska                 | Charade                                     | Carson Dyle aka Hamilton Bartholomew    | Garas Dezső                       | Stanley Donen        | [ 2 ] |
| 1963 | Amerikai fogócska                 | Charade                                     | Carson Dyle aka Hamilton Bartholomew    | Rajhona Ádám                      | Stanley Donen        | [ 2 ] |
| 1963 |                                   | Island of Love                              | Tony Dallas                             |                                   | Morton DaCosta       | [ 2 ] |
| 1964 |                                   | Ensign Pulver                               | Doc                                     |                                   | Joshua Logan         | [ 2 ] |
| 1964 | Bombabiztos                       | Fail Safe                                   | Groeteschele professzor                 |                                   | Sidney Lumet         | [ 2 ] |
| 1964 | Viszlát, Charlie!                 | Goodbye Charlie                             | Sir Leopold Sartori                     | Gera Zoltán                       | Vincente Minnelli    | [ 2 ] |
| 1964 | Viszlát, Charlie!                 | Goodbye Charlie                             | Sir Leopold Sartori                     | Szersén Gyula                     | Vincente Minnelli    | [ 2 ] |
| 1965 | Káprázat                          | Mirage                                      | Ted Caselle                             | Szilágyi Tibor                    | Edward Dmytryk       | [ 2 ] |
| 1966 | Sógorom, a zugügyvéd              | The Fortune Cookie                          | William H. "Whiplash Willie" Gingrich   | Dömsödi János                     | Billy Wilder (1.)    | [ 2 ] |
| 1966 | Sógorom, a zugügyvéd              | The Fortune Cookie                          | William H. "Whiplash Willie" Gingrich   | Bujtor István                     | Billy Wilder (1.)    | [ 2 ] |
| 1966 | Sógorom, a zugügyvéd              | The Fortune Cookie                          | William H. "Whiplash Willie" Gingrich   | Koroknay Géza                     | Billy Wilder (1.)    | [ 2 ] |
| 1966 | Sógorom, a zugügyvéd              | The Fortune Cookie                          | William H. "Whiplash Willie" Gingrich   | Barbinek Péter                    | Billy Wilder (1.)    | [ 2 ] |
| 1966 | Sógorom, a zugügyvéd              | The Fortune Cookie                          | William H. "Whiplash Willie" Gingrich   | Szilágyi Tibor                    | Billy Wilder (1.)    | [ 2 ] |
| 1967 | Útmutató házas férfiaknak         | A Guide for the Married Man                 | Paul Manning                            | Csankó Zoltán                     | Gene Kelly (1.)      | [ 2 ] |
| 1968 | Furcsa pár                        | The Odd Couple                              | Oscar Madison                           | Somogyvári Rudolf (1-2. szinkron) | Gene Saks (1.)       | [ 2 ] |
| 1968 | Furcsa pár                        | The Odd Couple                              | Oscar Madison                           | Szilágyi Tibor (3-4. szinkron)    | Gene Saks (1.)       | [ 2 ] |
| 1968 | Egy amerikai feleség titkos élete | The Secret Life of an American Wife         | filmsztár                               |                                   | George Axelrod       | [ 2 ] |
| 1968 |                                   | Candy                                       | Smight tábornok                         |                                   | Christian Marquand   | [ 2 ] |
| 1969 | A kaktusz virága                  | Cactus Flower                               | Dr. Julian Winston                      | Gábor Miklós                      | Gene Saks (2.)       | [ 2 ] |
| 1969 | Hello, Dolly!                     | Hello, Dolly!                               | Horace Vandergelder                     | Sinkovits Imre                    | Gene Kelly (2.)      | [ 2 ] |
| 1971 | Pénzes asszony kerestetik         | A New Leaf                                  | Henry Graham                            | Szilágyi Tibor (1-2. szinkron)    | Elaine May           | [ 2 ] |
| 1971 | Hotel Plaza                       | Plaza Suite                                 | Sam Nash / Jesse Kiplinger / Roy Hubley | Sinkovits Imre                    | Arthur Hiller        | [ 2 ] |
| 1971 | Csakazértis nagypapa              | Kotch                                       | Joseph P. Kotcher                       | Tyll Attila                       | Jack Lemmon          | [ 2 ] |
| 1971 | Csakazértis nagypapa              | Kotch                                       | Joseph P. Kotcher                       | Sinkovits Imre                    | Jack Lemmon          | [ 2 ] |
| 1971 | Csakazértis nagypapa              | Kotch                                       | Joseph P. Kotcher                       | Makay Sándor                      | Jack Lemmon          | [ 2 ] |
| 1972 | Micsoda házasság!                 | Pete 'n' Tillie                             | Pete Seltzer                            | Gruber Hugó                       | Martin Ritt (1.)     | [ 2 ] |
| 1972 | Micsoda házasság!                 | Pete 'n' Tillie                             | Pete Seltzer                            | Helyey László                     | Martin Ritt (1.)     | [ 2 ] |
| 1973 | Charley Varrick                   | Charley Varrick                             | Charley Varrick                         | Tordy Géza                        | Don Siegel           | [ 2 ] |
| 1973 | A nevető rendőr                   | The Laughing Policeman                      | Jake Martin nyomozóőrmester             | Kristóf Tibor                     | Stuart Rosenberg     | [ 2 ] |
| 1974 | Hajsza a föld alatt               | The Taking of Pelham One Two Three          | Zachary Garber hadnagy                  | Kristóf Tibor                     | Joseph Sargent       | [ 2 ] |
| 1974 | Hajsza a föld alatt               | The Taking of Pelham One Two Three          | Zachary Garber hadnagy                  | Rajhona Ádám                      | Joseph Sargent       | [ 2 ] |
| 1974 | Hajsza a föld alatt               | The Taking of Pelham One Two Three          | Zachary Garber hadnagy                  | Kertész Péter                     | Joseph Sargent       | [ 2 ] |
| 1974 | Földrengés                        | Earthquake                                  | részeg                                  |                                   | Mark Robson          | [ 2 ] |
| 1974 | Szenzáció!                        | The Front Page                              | Walter Burns                            | Szabó Gyula                       | Billy Wilder (2.)    | [ 2 ] |
| 1974 | Szenzáció!                        | The Front Page                              | Walter Burns                            | Szilágyi Tibor                    | Billy Wilder (2.)    | [ 2 ] |
| 1975 | Napsugár fiúk                     | The Sunshine Boys                           | Willy Clark                             | Csákányi László                   | Herbert Ross (1.)    | [ 2 ] |
| 1975 | Napsugár fiúk                     | The Sunshine Boys                           | Willy Clark                             | Kristóf Tibor                     | Herbert Ross (1.)    | [ 2 ] |
| 1976 | Gáz van, jövünk!                  | The Bad News Bears                          | Morris Buttermaker edző                 | Szilágyi Tibor                    | Michael Ritchie (1.) | [ 2 ] |
| 1978 | A derbi sztárja                   | Casey's Shadow                              | Lloyd Bourdelle                         | Papp János                        | Martin Ritt (2.)     | [ 2 ] |
| 1978 | Várlak nálad vacsorára            | House Calls                                 | Dr. Charles "Charley" Nichols           | Gera Zoltán                       | Howard Zieff         | [ 2 ] |
| 1978 | Kaliforniai lakosztály            | California Suite                            | Marvin Michaels                         | Gera Zoltán                       | Herbert Ross (2.)    | [ 2 ] |
| 1980 | Zálogocska                        | Little Miss Marker                          | Búbánat Jones                           | Sinkovits Imre                    | Walter Bernstein     | [ 2 ] |
| 1980 | Ipi-apacs                         | Hopscotch                                   | Miles Kendig                            | Sinkovits Imre                    | Ronald Neame (1.)    | [ 2 ] |
| 1980 | Ipi-apacs                         | Hopscotch                                   | Miles Kendig                            | Szilágyi Tibor                    | Ronald Neame (1.)    | [ 2 ] |
| 1980 | …Kinek a bírónő                   | First Monday in October                     | Daniel Snow                             | Ujréti László                     | Ronald Neame (2.)    | [ 2 ] |
| 1981 | Haver, haver                      | Buddy Buddy                                 | Trabucco                                | Kristóf Tibor                     | Billy Wilder (3.)    | [ 2 ] |
| 1982 |                                   | Neil Simon's I Ought to Be in Pictures      | Herbert Tucker                          |                                   | Herbert Ross (3.)    | [ 2 ] |
| 1983 | A túlélők                         | The Survivors                               | Sonny Paluso                            | Kristóf Tibor                     | Michael Ritchie (2.) | [ 2 ] |
| 1985 | Akiktől forog a világ             | Movers & Shakers                            | Joe Mulholland                          | Szilágyi Tibor                    | William Asher        | [ 2 ] |
| 1985 | Akiktől forog a világ             | Movers & Shakers                            | Joe Mulholland                          | Barbinek Péter                    | William Asher        | [ 2 ] |
| 1986 | Kalózok                           | Pirates                                     | Thomas Bartholomew Red kapitány         | Mádi Szabó Gábor                  | Roman Polański       | [ 3 ] |
| 1988 | Ideggyogyó                        | The Couch Trip                              | Donald Becker                           | Gera Zoltán                       | Michael Ritchie (3.) | [ 2 ] |
| 1988 | Ideggyogyó                        | The Couch Trip                              | Donald Becker                           | Bács Ferenc                       | Michael Ritchie (3.) | [ 2 ] |
| 1988 | Ideggyogyó                        | The Couch Trip                              | Donald Becker                           | Barbinek Péter                    | Michael Ritchie (3.) | [ 2 ] |
| 1988 | A kisördög                        | Il piccolo diavolo                          | Maurice atya                            |                                   | Roberto Benigni      | [ 4 ] |
| 1991 | JFK – A nyitott dosszié           | JFK                                         | Russell B. Long szenátor                | Kristóf Tibor                     | Oliver Stone         | [ 2 ] |
| 1992 |                                   | How the Grinch Stole Christmas! (rövidfilm) | narrátor                                |                                   | Ray Messecar         | [ 5 ] |
| 1993 | Dennis, a komisz                  | Dennis the Menace                           | George Wilson                           | Kristóf Tibor                     | Nick Castle          | [ 2 ] |
| 1993 | A szomszéd nője mindig zöldebb    | Grumpy Old Men                              | Max Goldman                             | Velenczey István                  | Donald Petrie        | [ 2 ] |
| 1994 | I. Q. – A szerelem relatív        | I.Q.                                        | Albert Einstein                         | Velenczey István                  | Fred Schepisi        | [ 2 ] |
| 1995 | A fűhárfa                         | The Grass Harp                              | Charlie Cool bíró                       | Bodrogi Gyula                     | Charles Matthau      | [ 2 ] |
| 1995 | Még zöldebb a szomszéd nője       | Grumpier Old Men                            | Max Goldman                             | Velenczey István                  | Howard Deutch (1.)   | [ 2 ] |
| 1996 | Nem én vagyok Rappaport           | I'm Not Rappaport                           | Nat Moyer                               | Velenczey István                  | Herb Gardner         | [ 2 ] |
| 1997 | Tengerre, tata!                   | Out to Sea                                  | Charlie Gordon                          | Velenczey István                  | Martha Coolidge      | [ 2 ] |
| 1998 | Furcsa pár 2.                     | The Odd Couple II                           | Oscar Madison                           | Szilágyi Tibor                    | Howard Deutch (2.)   | [ 2 ] |
| 2000 | Női vonalak                       | Hanging Up                                  | Lou Mozell                              | Velenczey István                  | Diane Keaton         | [ 2 ] |

### Televízió
| Év        | Magyar cím                 | Eredeti cím                                | Szerep                           | Megjegyzések                                | Ref.   |
| --------- | -------------------------- | ------------------------------------------ | -------------------------------- | ------------------------------------------- | ------ |
| 1950      |                            | The Big Story                              | ismeretlen szerep                | 1 epizód                                    |        |
| 1950      |                            | Shadow of the Cloak                        | ismeretlen szerep                | 1 epizód                                    |        |
| 1950–1952 |                            | Lux Video Theatre                          | több szerep                      | 7 epizód                                    |        |
| 1952      |                            | Mister Peepers                             | Bill edző                        | 1 epizód (nem került adásba)                |        |
| 1952–54   |                            | Danger                                     | ismeretlen szerep                | 3 epizód                                    |        |
| 1952–1955 |                            | The Philco Television Playhouse            | Stuart Benson / Iago             | 6 epizód                                    |        |
| 1953      |                            | Suspense                                   | Lawrence Stevens                 | 1 epizód                                    |        |
| 1953      |                            | Campbell Summer Soundstage                 | ismeretlen szerep                | 1 epizód                                    |        |
| 1954      |                            | The Motorola Television Hour               | Dr. Spinelli                     | 1 epizód                                    |        |
| 1954      |                            | Justice                                    | ismeretlen szerep                | 1 epizód                                    |        |
| 1954–1955 |                            | Robert Montgomery Presents                 | csapos                           | 3 epizód                                    |        |
| 1958–1961 | Alfred Hitchcock bemutatja | Alfred Hitchcock Presents                  | több szerep                      | 4 epizód                                    |        |
| 1960–1962 |                            | Naked City                                 | Dr. Max Lewine / Peter Kanopolis | 2 epizód                                    |        |
| 1960      |                            | Play of the Week                           | több szerep                      | 3 epizód                                    |        |
| 1961      |                            | Route 66                                   | Sam Keep                         | 1 epizód                                    |        |
| 1961      |                            | Tallahassee 7000                           | Lex Rogers                       | 26 epizód                                   |        |
| 1961–1962 |                            | Target: The Corruptors!                    | Michael Callahan / Martin Kramer | 2 epizód                                    |        |
| 1965      |                            | Profiles in Courage                        | Andrew Johnson                   | 1 epizód                                    |        |
| 1972      |                            | Awake and Sing!                            | Moe Axelrod                      | tévéfilm                                    | [ 6 ]  |
| 1978      |                            | Actor                                      | Boris Thomashevsky               | tévéfilm                                    |        |
| 1978      | Saturday Night Live        | Saturday Night Live                        | házigazda                        | 1 epizód                                    |        |
| 1978      |                            | The Stingiest Man in Town                  | Ebenezer Scrooge (hangja)        | különkiadás                                 | [ 7 ]  |
| 1990      | Oroszlánbarlang            | The Incident                               | Harmon J. Cobb                   | tévéfilm                                    | [ 8 ]  |
| 1991      | Még emlékszem a szeretetre | Mrs. Lambert Remembers Love                | Clifford Pepperman               | - tévéfilm - magyar hangja: - Makay Sándor  | [ 9 ]  |
| 1992      | Őrültnek nyilvánítva       | Against Her Will: An Incident in Baltimore | Harmon J. Cobb                   | - tévéfilm - magyar hangja: - Kristóf Tibor | [ 10 ] |
| 1994      | Kisvárosi incidens         | Incident in a Small Town                   | Harmon J. Cobb                   | - tévéfilm - magyar hangja: - Szersén Gyula | [ 11 ] |
| 1998      |                            | The Marriage Fool                          | Frank Walsh                      | tévéfilm                                    | [ 12 ] |

## Fordítás
- Ez a szócikk részben vagy egészben  a   List of Walter Matthau performances című angol Wikipédia-szócikk ezen változatának fordításán alapul.  Az eredeti cikk szerkesztőit annak laptörténete sorolja fel. Ez a jelzés csupán a megfogalmazás eredetét és a szerzői jogokat jelzi, nem szolgál a cikkben szereplő információk forrásmegjelöléseként.